# Hermynia Zur Mühlen

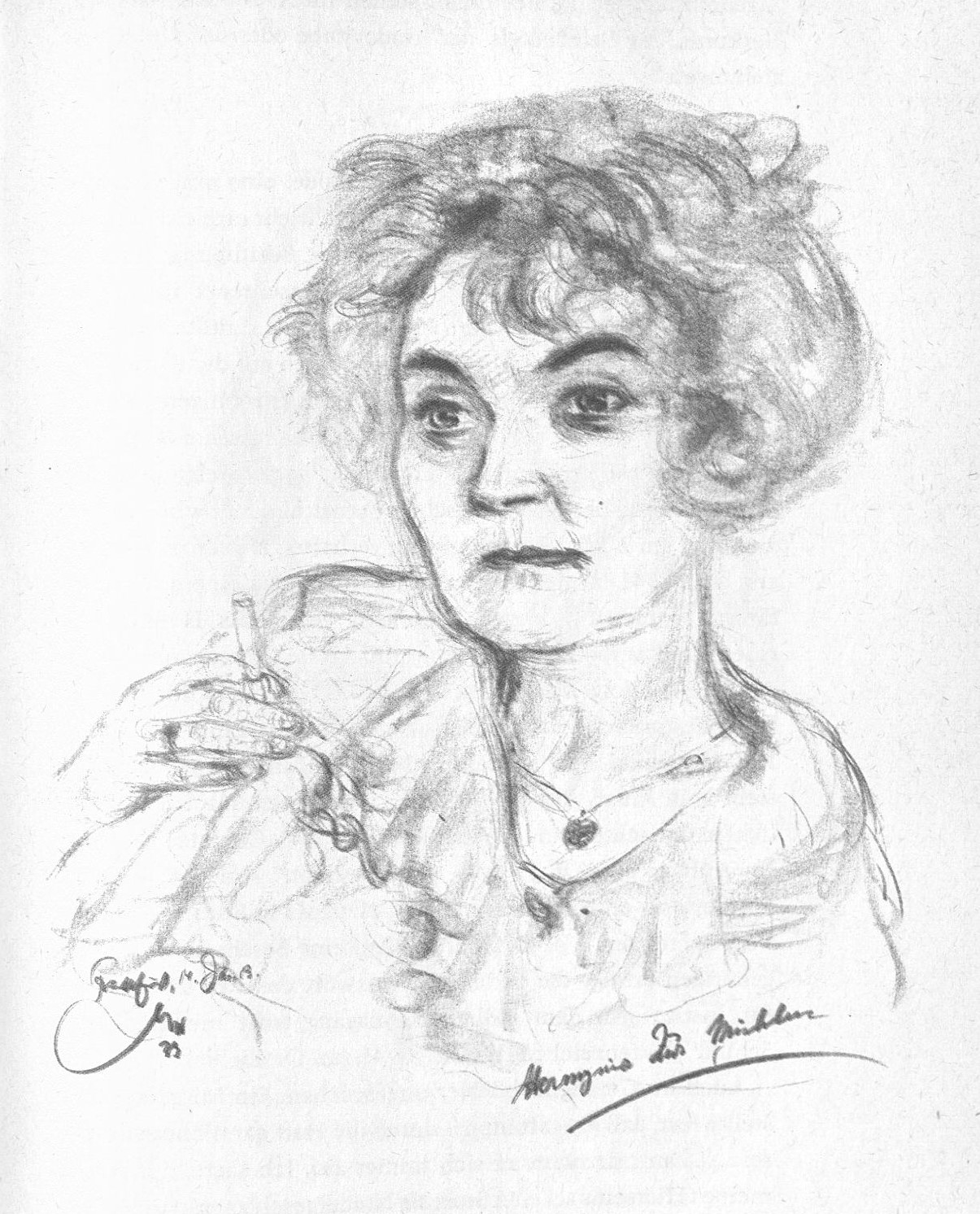
Hermynia zur Mühlen, Zeichnung von Emil Stumpp (1933)

Hermynia Isabelle Maria Zur Mühlen, auch Hermynia zur Mühlen, geborene Hermine Isabelle Maria Folliot de Crenneville (* 12. Dezember 1883 in Wien, Österreich-Ungarn; † 20. März 1951 in Radlett, Grafschaft Hertfordshire, Großbritannien) war eine österreichische Schriftstellerin und Übersetzerin.

## Leben und Wirken

### Frühe Jahre
Hermine  wurde als Gräfin Hermine Isabelle Maria Folliot de Crenneville in Wien geboren. Sie war die Tochter des Diplomaten Viktor Graf Folliot de Crenneville-Poutet. Die Familie entstammte dem Hochadel der österreichisch-ungarischen Monarchie.
Ihre Kindheit und Jugend verbrachte Hermynia zur Mühlen im Salzkammergut. Daneben begleitete sie ihren Vater auf ausgedehnte Reisen nach Vorderasien und Afrika. Sie lebte zeitweise in Konstantinopel, Lissabon, Mailand und Florenz und erlernte zahlreiche Sprachen. Ihre schulische Bildung erhielt sie zunächst durch Privatunterricht, besuchte dann das Sacre Cœur in Algier und später ein Pensionat für höhere Töchter in Dresden.
1901 legte zur Mühlen das Examen als Volksschullehrerin im oberösterreichischen Ebensee ab. 1905 folgte die Tätigkeit in einer Buchdruckerei. Gegen den ausdrücklichen Willen ihrer Eltern heiratete sie 1908 den deutschbaltischen Großgrundbesitzer Victor von zur Mühlen und folgte ihm auf sein Landgut nach Eigstfer (heute Eistvere, Gemeinde Imavere, Kreis Viljandi) im heutigen Estland. Die Ehe war sehr unglücklich; laut Patrik von zur Mühlen ließ sich Hermynia zur Mühlen 1920 von ihrem Mann scheiden.
1913 lernte sie den jungen Dichter Hans Kaltneker kennen, mit dem sie gemeinsam Gedichte übersetzte. Im Baltikum war sie entsetzt über die Besitzlosigkeit der einheimischen estnischen und livländischen Landbevölkerung.
Ab 1914 litt Hermynia zur Mühlen an Tuberkulose. Mehrere Aufenthalte zur Erholung im Schweizer Luftkurort Davos zwischen 1914 und 1919 sollten die Krankheit lindern helfen. Dort verfolgte sie mit großer Sympathie die Oktoberrevolution 1917 in Russland.
1919 zog Hermynia zur Mühlen nach Deutschland. Sie schloss sich der kommunistischen Bewegung an und trat der KPD bei. Zusammen mit ihrem Lebensgefährten und späterem Ehemann, dem jüdischstämmigen Übersetzer und Journalisten Stefan Isidor Klein (1889–1960), lebte sie in Frankfurt am Main und Berlin. Sie veröffentlichte zahlreiche Essays in der kommunistischen und sozialdemokratischen Presse, vor allem in Die Rote Fahne und Der Revolutionär.

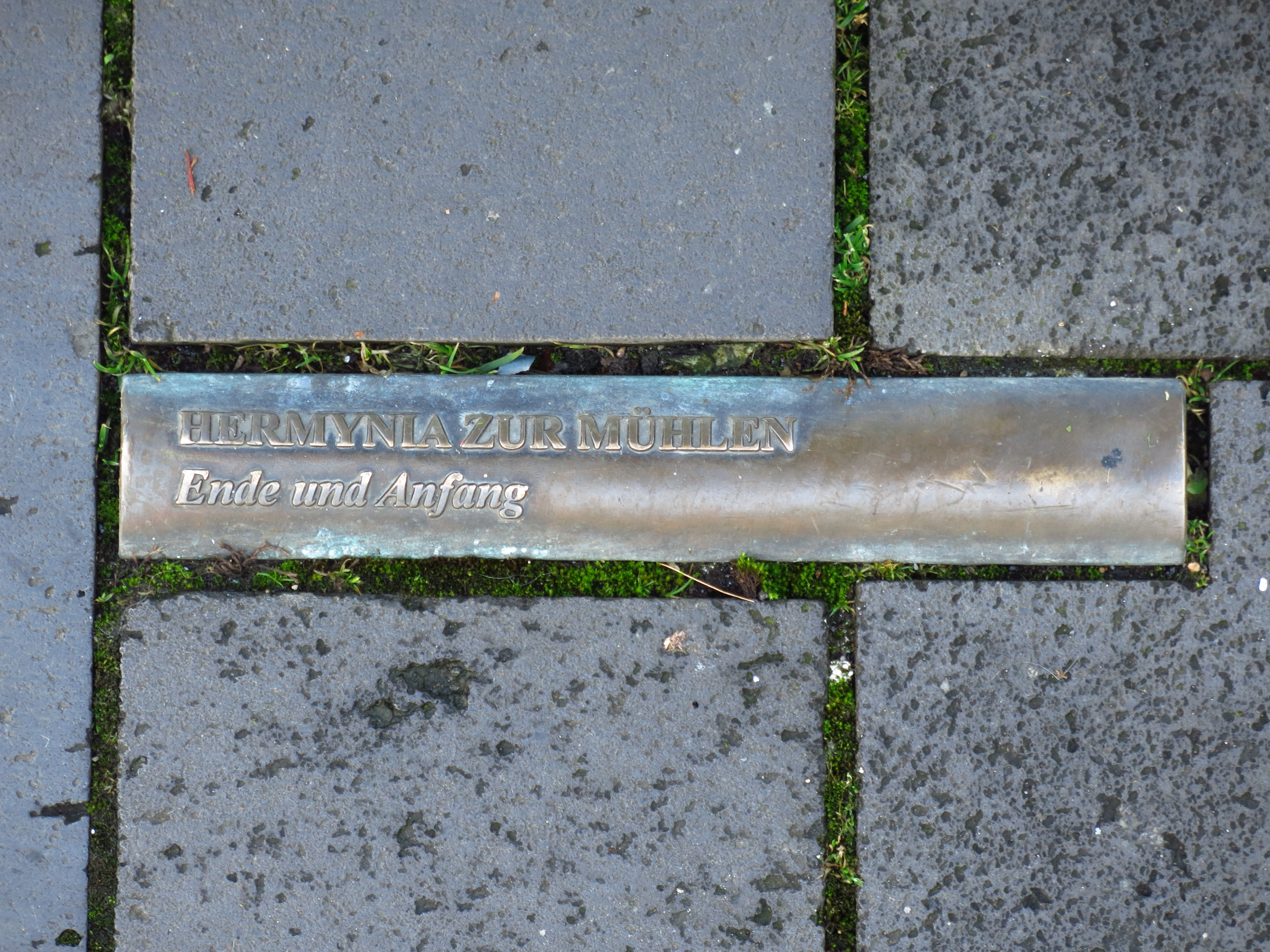
Ende und Anfang, Mahnmal zur Bücherverbrennung auf dem Bonner Marktplatz

### Schriftstellerin und Publizistin
1921 veröffentlichte sie ihre von George Grosz illustrierten proletarischen Märchen Was Peterchens Freunde erzählen im Berliner Malik-Verlag. Sie ist Autorin von Kurzgeschichten und Romanen, häufig mit antifaschistischem und zeitkritischem Inhalt. Sie verfasste Hörspiele, Kriminalromane, Kinder- und Jugendbücher sowie weitere Prosa. Teilweise schrieb sie unter den Pseudonymen Franziska Maria Rautenberg, Franziska Maria Tenberg, Traugott Lehmann und Lawrence H. Desberry. Im Laufe ihres Lebens übersetzte sie rund 150 Romane und Erzählungen aus dem Englischen, Französischen und Russischen ins Deutsche, darunter viele Werke von Upton Sinclair. Als „rote Gräfin“ wurde sie eine der bekanntesten kommunistischen Kolumnistinnen und Publizistinnen der Weimarer Republik.
Wegen ihrer im Polizeimilieu spielenden Propagandaerzählung Schupomann Karl Müller (1924) wurde Hermynia zur Mühlen in Deutschland wegen Hochverrats angeklagt, 1926 jedoch freigesprochen. 1929 erschien ihr Roman Ende und Anfang, der ein großer literarischer Erfolg wurde. Weitere autobiographisch geprägte Romane wie Das Riesenrad (1932), Reise durch ein Leben (1933) und Schmiede der Zukunft (1933) folgten. 1934 erschien der Roman Unsere Töchter, die Nazinen in Fortsetzungen in der Zeitschrift Deutsche Freiheit im autonomen Saargebiet.
In einem vielbeachteten Brief an ihren Verleger schreibt sie 1933: „Da ich Ihre Ansicht, das Dritte Reich sei mit Deutschland (…) identisch, nicht teile, kann ich es weder mit meiner Überzeugung noch mit meinem Reinlichkeitsgefühl vereinbaren, dem unwürdigen Beispiel der von Ihnen angeführten vier Herren (Alfred Döblin, René Schickele, Stefan Zweig und Thomas Mann beendeten ihre Mitarbeit an der von den Nationalsozialisten angegriffenen Zeitschrift Die Sammlung) zu folgen, denen scheinbar mehr daran liegt, in den Zeitungen des Dritten Reiches, in dem sie nicht leben wollen, gedruckt, und von den Buchhändlern verkauft zu werden, als treu zu ihrer Vergangenheit und zu ihren Überzeugungen zu stehen. […]“

### Flucht und Exil
Mit der Machtergreifung der Nationalsozialisten in Deutschland zog Hermynia zur Mühlen 1933 nach Wien zurück, wo sie Mitglied der Vereinigung sozialistischer Schriftsteller wurde. Das NS-Regime setzte ihre Werke auf die „Liste des schädlichen und unerwünschten Schrifttums“.
In Wien warnte sie vor dem Faschismus, distanzierte sich aber zunehmend von der KPD. Sie blieb weiterhin in der linken demokratischen Exilpresse und als Schriftstellerin tätig. Nach dem Anschluss Österreichs im März 1938 flüchteten Hermynia zur Mühlen und Stefan Klein nach Bratislava, wo sie heirateten. Nach der Zerschlagung der Rest-Tschechei im März 1939 emigrierten beide nach England; auch dort setzte sie ihre schriftstellerische Arbeit fort. Mit Kleine Geschichten von großen Dichtern festigte sie ihren Ruf als eine Prosaistin der Kinder- und Jugendbuchliteratur.
Bis 1948 lebte das Paar in London, danach – verarmt und schwer erkrankt – nördlich der britischen Hauptstadt. Bis zu ihrem Tod veröffentlichte Hermynia zur Mühlen weitere Werke auf Deutsch und Englisch sowie Übersetzungen, ohne aber große Aufmerksamkeit zu erfahren. 1945 wurden ihre Werke in Österreich und Deutschland noch einmal im Rahmen der kommunistischen und sozialdemokratischen Literatur rezipiert – mehrere ihrer Bücher wurden im Globus-Verlag der KPÖ wiederaufgelegt –, sie gerieten aber bald in Vergessenheit.
Ihr Nachlass gilt als verschollen.

## Werke (Auswahl)

### Als Autorin (chronologisch)
- Junge Mädchen Literatur. Beitrag in: Die Erde 1, 1919, S. 473 f.
- Was Peterchens Freunde erzählen. 6 Märchen, 1921.
- Die Affen und die Peitsche. In: Der junge Genosse 2, 1922.
- als L. H. Desberry: Der blaue Strahl. Roman, Stuttgart 1922. (Neuauflage 2024, ISBN 978-3-7437-4815-6)
- Der Rosenstock. Märchen, 1922.
- Warum. Märchen, 1922.
- Der kleine graue Hund. Märchen, 1922.
- Der Tempel. Roman, 1922. (Neuauflage 2022, ISBN 978-3-7437-4242-0)
- Licht. Roman, 1922.
- Der Spatz. Märchen, 1922.
- Ali, der Teppichweber. Fünf Märchen, 1923.
- Die Märchen der Armen. Malik-Verlag, Berlin 1923/1924.
  - Reprint: Zentralantiquariat der Deutschen Demokratischen Republik, Leipzig 1982.
- Das Schloß der Wahrheit. Ein Märchenbuch. Mit Karl Holtz (Illustrationen). Verlag der Jugendinternationale, Berlin-Schöneberg 1924.
- Der rote Heiland. Novellen. Verlag Die Wölfe, Leipzig 1924.
- Die weiße Pest. Roman. Vereinigung Internationaler Verlags-Anstalten, Berlin 1926.
  - Neuauflage Verlag Tribüne, Ost-Berlin, 1987.
- Ende und Anfang. Ein Lebensbuch. S. Fischer, Berlin 1929. (Autobiografie)
- Im Schatten des elektrischen Stuhls. Roman. Merlin-Verlag, Baden-Baden, 1929. DNB 1321169507. (Neuauflage 2024, ISBN 978-3-7437-4886-6)
- (als Hrsg.): Russische Novellen. Rascher, Zürich 1929.
- Es war einmal … und es wird sein. Märchen. Mit Illustrationen von Heinrich Vogeler. Verlag der Jugendinternationale, Berlin 1930
  - Neuausgabe: Initiative gegen Ausländerfeindlichkeit, Rassismus und Antisemitismus, Wien 1991.
  - Faksimile-Druck der Erstausgabe mit einem Nachwort von Karl-Robert Schütze, Berlin 2001
- Das Riesenrad. Roman. Engelhorn, Stuttgart 1932.
- Nora hat eine famose Idee. Roman. Gotthelf, Bern / Leipzig 1933.
- Reise durch ein Leben. Roman. Gotthelf, Bern / Leipzig 1933.
- Ein Jahr im Schatten. Roman. Büchergilde Gutenberg, Zürich / Wien / Prag 1935.
- Fahrt ins Licht. Sechsundsechzig Stationen. Verlag Ludwig Nath, Wien 1936.
- Unsere Töchter, die Nazinen. Roman. Gsur-Verlag, Wien 1938.
  - Neuauflage Aufbau-Verlag, Ost-Berlin, 1983, DNB 840399618.
  - Neuauflage hrsg. und mit einem Nachwort versehen von Jörg Thunecke. Promedia, Wien 2000, ISBN 978-3-85371-165-1.
  - Ungekürztes Hörbuch gelesen von Julia Cortis, Verlag GESAFA, Viersen 2021, ISBN 978-3-943273-09-0.
- Kleine Geschichten von großen Dichtern. Miniaturen. Globus Verlag, Wien 1946 (= Buchreihe „Jugend voran“).
- Was Peterchens Freunde erzählen. Märchen. Globus Verlag, Wien 1946 (= Buchreihe „Jugend voran“).
- Eine Flasche Parfüm. Ein kleiner humoristischer Roman. Schönbrunn-Verlag, Wien 1947.
- Als der Fremde kam. Roman. Globus-Verlag, Wien 1947.
  - Neuauflage Aufbau-Verlag, Berlin/DDR 1979.
  - Neuauflage Promedia, Wien 1994.
- Das Riesenrad. Österreichische Buchgemeinschaft, Wien 1948.
- (als Lawrence H. Desberry): Insel der Verdammnis. Roman. Verlag Das Neue Berlin, 1961.
- Der Spatz. Märchen. Illustrationen von George Grosz, John Heartfield, Karl Holtz, Rudolf Schlichter, Heinrich Vogeler. Der Kinderbuchverlag, Berlin 1984.
- Ewiges Schattenspiel. Roman. Hrsg., Nachw.: Jörg Thunecke. Promedia, Wien 1996, ISBN 978-3-85371-114-9.
- Fahrt ins Licht. Erzählungen. Vorwort von Karl-Markus Gauß. Sisyphus, Klagenfurt 1999.
- „Werter Genosse, die Maliks haben beschlossen …“ Wieland Herzfelde, Hermynia zur Mühlen, Upton Sinclair. Briefe 1919–1950. Bonn 2001.
- Vierzehn Nothelfer und andere Romane aus dem Exil. Hrsg. von Deborah Vietor-Engländer. Peter Lang, Bern 2002.
- Nebenglück. Ausgewählte Erzählungen und Feuilletons aus dem Exil. Hrsg. von Deborah Vietor-Engländer. Peter Lang, Bern 2002.
- Werke. Im Auftrag der Deutschen Akademie für Sprache und Dichtung und der Wüstenrot Stiftung ausgewählt und herausgegeben von Ulrich Weinzierl, mit einem Essay von Felicitas Hoppe. Paul-Zsolnay-Verlag, Wien 2019, ISBN 978-3-552-05926-9 (4 Bde.)

### Als Übersetzerin (alphabetisch)
- Leonid Andrejew: Das Joch des Krieges. Roman. Max Rascher, Zürich 1918. (Digitalisat im Internet Archive)
- A. Bogdanow: Der rote Stern. Ein utopischer Roman. Jugendinternationale, Berlin 1923 (Volltext im Project Gutenberg)
- Max Eastman: Der Sprung ins Leben. Th. Knaur Nachf., Berlin o. J. [1928].
- John Galsworthy: Jenseits. Roman [einer Leidenschaft]. Aus dem Englischen übertragen von Hermynia Zur Mühlen. Th. Knaur Nachf., Berlin o. J. [1927].
- Jerome K. Jerome: Alle Wege führen nach Golgatha. Roman. Einzig berechtigte Übersetzung aus dem Englischen von Hermynia zur Mühlen. Drei Masken Verlag, München 1922
- Ernest Poole: Der Hafen. Roman. Verlag Gesellschaft und Erziehung, 1920 (= Romane der Neuen Gesellschaft, Bd. 1).
- Upton Sinclair: 100%. Roman eines Patrioten. Autorisierte Übersetzung aus dem Amerikanischen von Hermynia zur Mühlen mit 10 Lithographien von George Grosz. Der Malik-Verlag, Berlin 1921 (Digitalisat im Internet Archive)
- Upton Sinclair: Das Buch des Körpers. Es lebe das Vegetariat. Osnabrück 1985.
- Upton Sinclair: Der Industriebaron. Geschichte eines amerikanischen Millionärs. Autorisierte Übersetzung aus dem Amerikanischen [von Hermynia zur Mühlen]. Adolf Sponholtz, Hannover 1906 (Digitalisat im Internet Archive).
- Upton Sinclair: Der Liebe Pilgerfahrt. Roman. Autorisierte Übersetzung aus dem Amerikanischen von Hermynia Zur Mühlen. Malik-Verlag, Berlin o. J. [ca. 1928].
- Upton Sinclair: Der Sumpf. Roman aus Chikagos Schlachthäusern. Autorisierte Übersetzung aus dem Amerikanischen von Hermynia zur Mühlen. Dietz, Berlin 1949.
- Upton Sinclair: Die goldene Kette oder Die Sage von der Freiheit der Kunst. Autorisierte Übersetzung aus dem Amerikanischen von Hermynia Zur Mühlen. Malik-Verlag, Berlin o. J. [ca. 1928].
- Upton Sinclair: Die Metropole. Autorisierte Übersetzung aus dem Amerikanischen von Ms. Hermynia Zur Mühlen. Malik-Verlag, Berlin 1925.
- Upton Sinclair: Die Wechsler. Autorisierte Übersetzung aus dem Amerikanischen von Hermynia Zur Mühlen. Malik-Verlag, Berlin 1925.
- Upton Sinclair: Jimmie Higgins. Gustav Kiepenheuer, Berlin 1923.
- Upton Sinclair: Man nennt mich Zimmermann. Malik-Verlag, Berlin 1922.
- Upton Sinclair: Petroleum. Autorisierte Übersetzung aus dem Amerikanischen von Ms. Hermynia Zur Mühlen. Malik-Verlag, Berlin 1931.

### Ins Englische übersetzte Werke
- Fairy tales for workers’ children by Herminia zur Mühlen. Translated from the German by Ida Dailes. Color drawings and color plates by Lydia Gibson. Daily Worker Publishing Co., Chicago 1925 (Digitalisat im Internet Archive)